# Hughes XF-11
Хьюз XF-11 (англ. Hughes XF-11) — прототип американского двухмоторного самолёта-разведчика. 7 июля 1946 года опытный образец самолёта потерпел крушение во время своего первого полёта; управлявший самолётом Говард Хьюз чуть не погиб в этой катастрофе. После этого программа была завершена и никогда не возобновлялась.

## ТТХ
- Экипаж: 2 (пилот и штурман/фотограф)
- Длина: 19,94 м
- Ширина: 30,89 м
- Высота: 7,06 м
- Площадь крыла: 91,3 м²
- Масса пустого: 16 800 кг
- Максимальная взлётная масса: 26 400 кг
- Двигатель: Pratt & Whitney R-4360-31 radial
  - Количество двигателей: 2
  - мощность: 2,240 кВт
- Максимальная скорость: 720 км/ч
- Эффективная дальность: 8000 км
- Практический потолок: 13 415 м